# 14-es busz (Várpalota)
A várpalotai 14-es jelzésű autóbusz a Tési domb, forduló és a Szabadság tér megállóhelyek között közlekedik. A vonalat a Thury-Busz üzemelteti.

## Közlekedése
Csak munkanapokon közlekedik, a reggeli és a délutáni csúcsidőben. Egyes járatok a Tési domb felé a Vasútállomástól indulnak.

## Útvonala
| Szabadság tér felé                                                                                            | Tési domb, forduló felé |
| --- | --- |
| Tési domb, forduló – Erdődy Pálffy Tamás utca – Bakony utca – Rákóczi Ferenc utca – Újlaky út – Szabadság tér | (Vasútállomás – Vasút utca – Kossuth Lajos utca –) Szabadság tér – Újlaky út – Rákóczi Ferenc utca – Bakony utca – Körmöcbánya utca – Erdődy Pálffy Tamás utca – Tési domb, forduló |

## Megállóhelyei
| 0 | Tési domb, forduló          | 5 | 10 | 4, 6                   | |
| 1 | Béke étterem (↓) Iskola (↑) | 4 | 9  | 4, 6                   | Bán Aladár Általános Iskola, Szivárvány Óvoda és Bölcsőde                                                              |
| 2 | Hőközpont                   | 3 | 8  | 4, 6                   | |
| 3 | Rákóczi utca 26.            | 2 | 7  | 4, 6                   | |
| 4 | Rákóczi utca 2.             | 1 | 6  | 4, 6                   | Thury Vár, Várkerti Általános Iskola, Evangélikus templom                                                              |
| 5 | Szabadság tér               | 0 | 5  | 2, 4, 10, 10A, 11, 11Y | Thury Vár, Nagyboldogasszony templom, Városháza, Trianon Múzeum, Nepomuki Szent János Római Katolikus Általános Iskola |
| ∫ | Vasútállomás, bejárati út   | ∫ | 1  | 4, 11Y                 | |
| ∫ | Vasútállomás                | ∫ | 0  |                        | Várpalota |